# Мерунцей (комуна)
Мерунцей (рум. Mărunței) — комуна у повіті Олт в Румунії. До складу комуни входять такі села (дані про населення за 2002 рік):
- Беленешть (1613 осіб)
- Малу-Рошу (174 особи)
- Мерунцей (2717 осіб)

Комуна розташована на відстані 131 км на захід від Бухареста, 25 км на південь від Слатіни, 53 км на схід від Крайови.

## Населення
За даними перепису населення 2002 року у комуні проживали 4504 особи, усі — румуни. Усі жителі комуни рідною мовою назвали румунську.
Склад населення комуни за віросповіданням:
| Релігія        | Кількість осіб | Відсоток |
| -------------- | -------------- | -------- |
| православні    | 4500           | 99,9%    |
| п'ятдесятники  | 3              | 0,1%     |
| греко-католики | 1              | < 0,1%   |